# هوار (آلبوم چندآهنگه)
هوار دومین آلبوم چندآهنگه از گرلز جنریشن-تی‌تی‌اس است. این آلبوم به صورت دیجیتالی در تاریخ ۱۶ سپتامبر ۲۰۱۴ و به صورت فیزیکی در ۱۸ سپتامبر ۲۰۱۴ توسط اس.ام. انترتینمنت منتشر گردید.

## پیش زمینه و انتشار
هوار در رتبهٔ یک نمودار هفتگی گائون و نمودار آلبوم‌های جهانی بیلبورد شروع به کار کرد. در نتیجهٔ این، تی‌تی‌اس به سومین هنرمند کره‌ای و اولین هنرمند زن تبدیل شد که حداقل دو آلبوم در شمارهٔ یک داشت. این گروه قبلاً، دو سال پیش، با انتشار اولین آلبوم چندآهنگهٔ خود، چشمک، به رتبهٔ یک دست یافته بود. آنها اولین اجرای خود را در برنامه‌ای در تالار هنر مالی پارک المپیک ووری سئول انجام دادند و آهنگ‌های مختلفی، از جمله آهنگ‌هایی از آلبوم قبلی خود، را اجرا کردند.
در طی مصاحبه‌ای با بیلبورد، این سه خواننده ابراز داشتند: «این آلبوم برای ما واقعاً شخصی و سرگرم‌کننده بود… برای نان دادن یک جنبهٔ خیلی خام‌تر از موسیقی ما… موسیقی‌ای که ما کنار هم قرار دادیم لایه‌های بسیار بیشتری دارد. از نظر صدا، ترجیع‌بندها یا همخوانی‌ها عمق بیشتری دارد… هدف اصلی ما این بود که از نظر بصری سرگرم‌کننده نباشیم، بلکه از لحاظ صوتی سرگرم‌کننده باشیم.» آنها در ادامه این آلبوم را به عنوان یک نسخهٔ برجسته‌تر و پخته‌تر از آلبوم چشمک توصیف کردند و اظهار داشتند: «ما می‌خواهیم آهنگ‌هایی بسازیم که حس خوبی داشته باشند و قابل درک باشند… می‌خواهیم آلبوم‌هایی بسازیم که طبیعی‌تر هستند… و از ته قلبمان حرف بزنیم.» این سه نفر فا کردند که ته‌یئون مسئولیت انتخاب آهنگ را به عهده گرفت، سئوهیون متن ترانهٔ «فقط تو» را نوشت، در حالی که تیفانی به عنوان کارگردان بصری کلی آلبوم و فکر کلی نماهنگ «هوار» خدمت کرد. انتشار این آلبوم همزمان با پخش برنامه تلویزیونی شخصی تی‌تی‌اس به نام تائه‌تی‌سئو بود؛ بنابراین، برخی از فیلم‌های آماده‌سازی آلبوم نشان داده شد.
این گروه برای فعالیت‌های تبلیغاتی خود ترانه‌های مختلفی از جمله «هوار»، «زمزمه»، «فقط تو» و «آدرنالین» را اجرا کردند. آنها برندهٔ دو «شماره ۱» در شمارش معکوس ام شدند، یک بار در برنامهٔ هستهٔ موسیقی، یک بار در برنامهٔ اینکی‌گایو و یک بار در برنامهٔ بانک موسیقی نیز رتبهٔ اول را بدست آوردند. این گروه در برنامه‌های رادیویی و تلویزیونی مانند «قرار رادیویی سانی» یا دفتر خاطرات یو هی‌یئول شرکت کردند و در آن آهنگ «Cater 2 U» از دستینیز چایلد را بازخوانی کردند.

## لیست آهنگ
| شماره      | نام                     | سراینده                      | آهنگساز                                                     | تنظیم                                                       | مدت   |
| ---------- | ----------------------- | ---------------------------- | ----------------------------------------------------------- | ----------------------------------------------------------- | ----- |
| ۱.         | «هوار»                  | مافلای/فیگی بوستروم، آنا انگ | فیگ بوسترم، آنا نوردل                                       | فیگی بوستریم، ماریا مارکوس                                  | ۰۳:۰۳ |
| ۲.         | «آدرنالین» (아드레날린) | کیم مین جونگ، مافلای         | اینا وردولسن، لوکاس سکون، میش هانسن، جوناس جبرگ، یو هان جین | اینا وردولسن، لوکاس سکون، میش هانسن، جوناس جبرگ، یو هان جین | ۰۳:۲۹ |
| ۳.         | «زمزمه» (내가 네게)     | مافلای، جیمز ایم، جوئل هونگ  | اندرو جکسون، ایم گوانگ اوک، مارتین هوبرگ هدگارد             | ایم گوانگ اوک، ایم چه‌سه اوپ                                 | ۰۳:۳۸ |
| ۴.         | «بمون»                  | برایان کیم                   | سزار و لوئی، اولوف لیندسکوگ، هایلی آیتکن                    | سزار و لوئی، اولوف لیندسکوگ، هایلی آیتکن                    | ۰۳:۳۱ |
| ۵.         | «فقط تو»                | سئوهیون                      | لورن دایسون، سباستین تات، اریک لیدبوم                       | سباستین تات                                                 | ۰۳:۳۷ |
| ۶.         | «چشم‌ها»                 | مافلای                       | آلبی آلبرتسون، مارا کیم                                     | MUSSASHI                                                    | ۰۲:۳۹ |
| مجموع مدت: | مجموع مدت:              | مجموع مدت:                   | مجموع مدت:                                                  | مجموع مدت:                                                  | ۱۹:۵۷ |

## جوایز و نامزدها

### جوایز برنامه‌های موسیقی
| ترانه  | برنامه         | تاریخ           |
| ------ | -------------- | --------------- |
| «هوار» | شمارش معکوس ام | ۲۵ سپتامبر ۲۰۱۴ |
| «هوار» | شمارش معکوس ام | ۲ اکتبر ۲۰۱۴    |
| «هوار» | اینکی‌گایو      | ۲۸ سپتامبر ۲۰۱۴ |
| «هوار» | بانک موسیقی    | ۳ اکتبر ۲۰۱۴    |
| «هوار» | هستهٔ موسیقی    | ۱۱ اکتبر ۲۰۱۴   |

## تاریخ انتشار
| کشور          | تاریخ           | ناشر توزیع               | قالب           |
| ------------- | --------------- | ------------------------ | -------------- |
| کره جنوبی     | ۱۶ سپتامبر ۲۰۱۴ | اس.ام.، کی‌تی میوزیک      | دانلود دیجیتال |
| کره جنوبی     | ۱۸ سپتامبر ۲۰۱۴ | اس.ام.، کی‌تی میوزیک      | سی دی          |
| هنگ کنگ       | ۱۸ سپتامبر ۲۰۱۴ | اس.ام.، یونیورسال میوزیک | سی دی          |
| در سراسر جهان | ۱۶ سپتامبر ۲۰۱۴ | اس.ام.، یونیورسال میوزیک | دانلود دیجیتال |